# 闵永年
闵永年（1952年—），江苏人，中华人民共和国政治人物、外交官。
2010年，接替佟晓玲，担任中华人民共和国驻文莱大使。2011年，由郑祥林接任。

## 家庭
已婚，夫人张金凤，亦是资深外交官。